# Lago (stanice metra v Madridu)
Lago (plným názvem španělsky Estación de Lago; doslovně přeloženo jako „jezero“) je stanice metra v Madridu. Nachází se poblíž křižovatky ulic Paseo de la Puerta del Ángel a Ronda del Lago na okraji parku Casa de Campo ve městském obvodě Moncloa – Aravaca na západě města. Prochází skrze ni linka 10, stanice leží v tarifním pásmu A. Její nástupiště jsou bezbariérově přístupná.

## Historie
Stanice byla otevřena 4. února 1961 jako součást Suburbana vedoucího ze stanice Plaza de España do stanice Carabanchel. Slavnostní otevření se odehrálo za přítomnosti caudilla Francisca Franca a jeho manželky.
Na přelomu tisíciletí proběhla rekonstrukce v rámci zapojení původního Suburbana do nové linky 10. Původní klenuté tunely pod vstupní budovou byly nahrazeny železobetonovými a bylo také zrušeno ostrovní nástupiště, které bylo nahrazeno postranními.

## Popis
Stanice je povrchová, směrem do stanice Príncipe Pío vjíždí pod vstupní budovou do tunelu, opačným směrem je však i přilehlý úsek až do stanice Casa de Campo povrchový. Vstupní objekt má čtvercový půdorys s polokruhovým přízemním loubím a věžičkou.
Nedaleko stanice se nachází jezero Lago de la Casa de Campo, sportovní areál a bazén.

## Fotogalerie

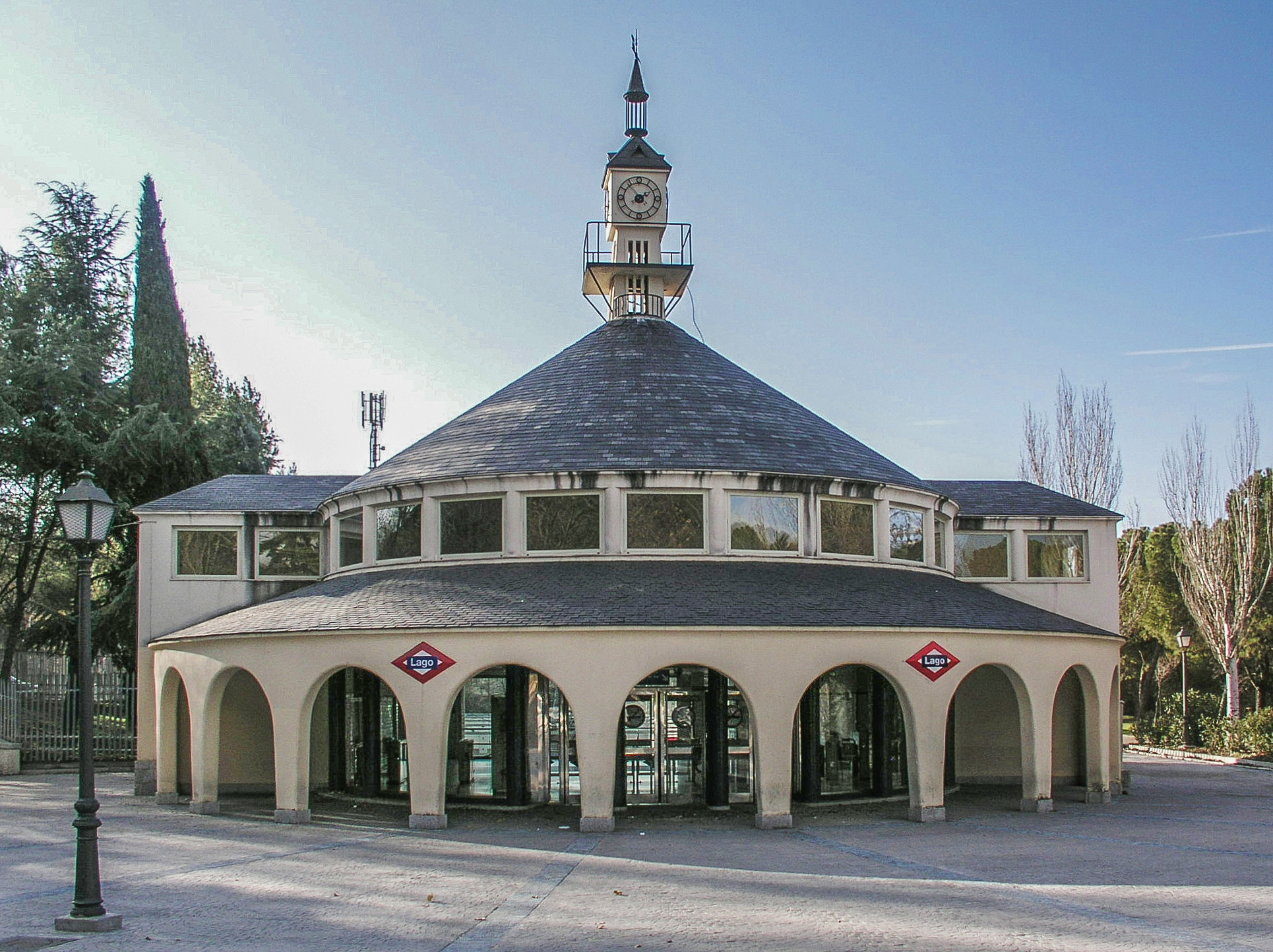
Vstup do stanice
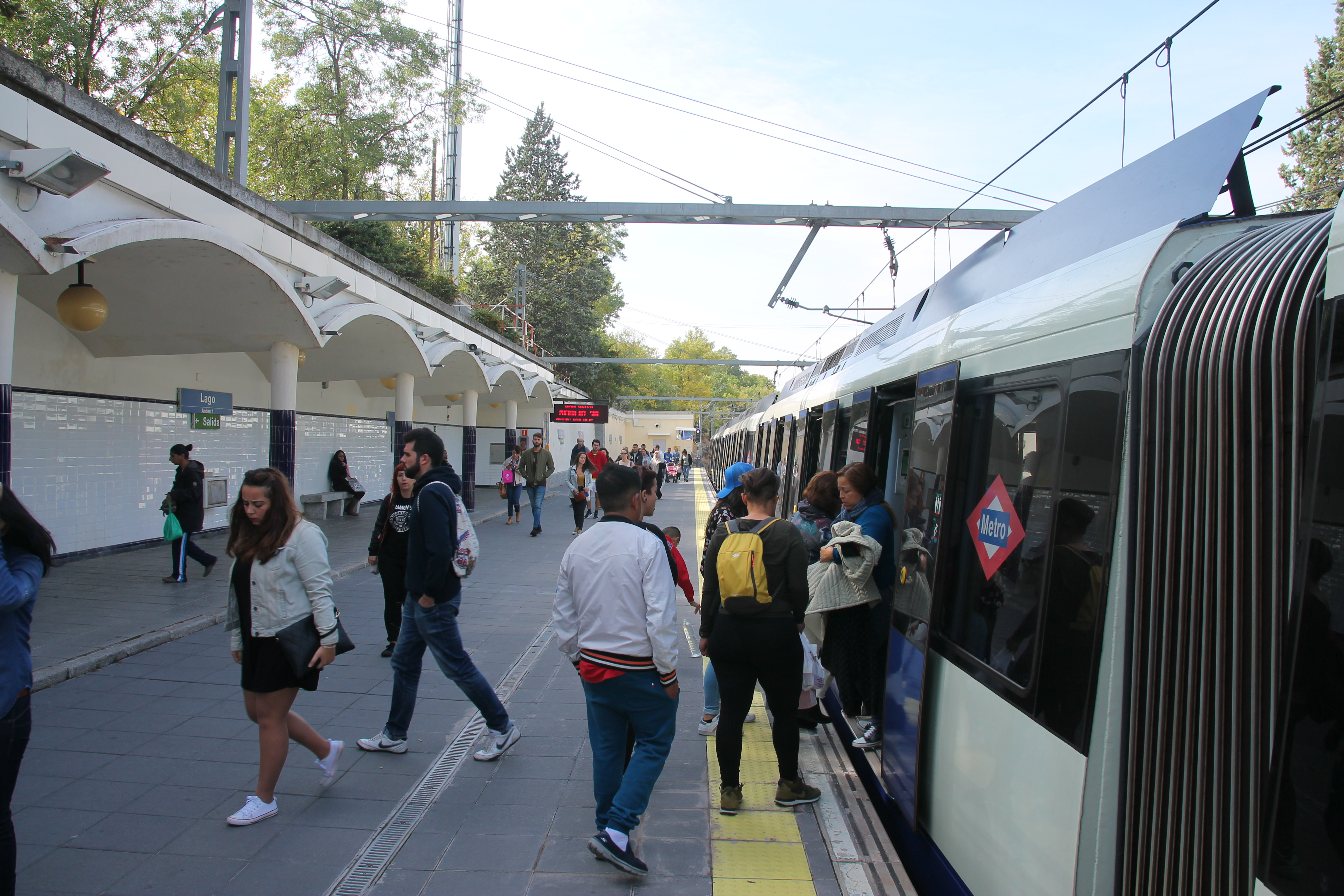
Nástupiště stanice
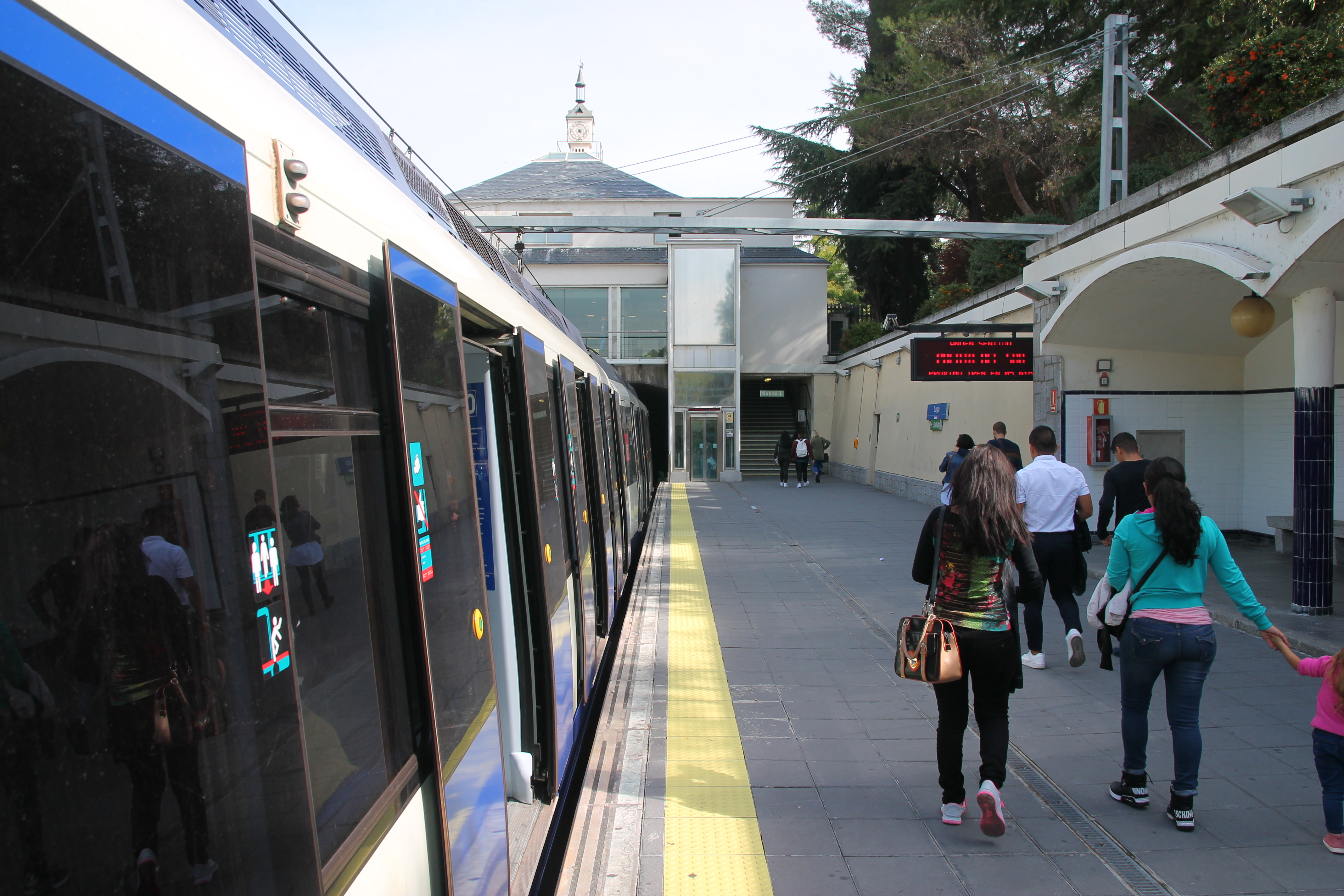
Nástupiště stanice
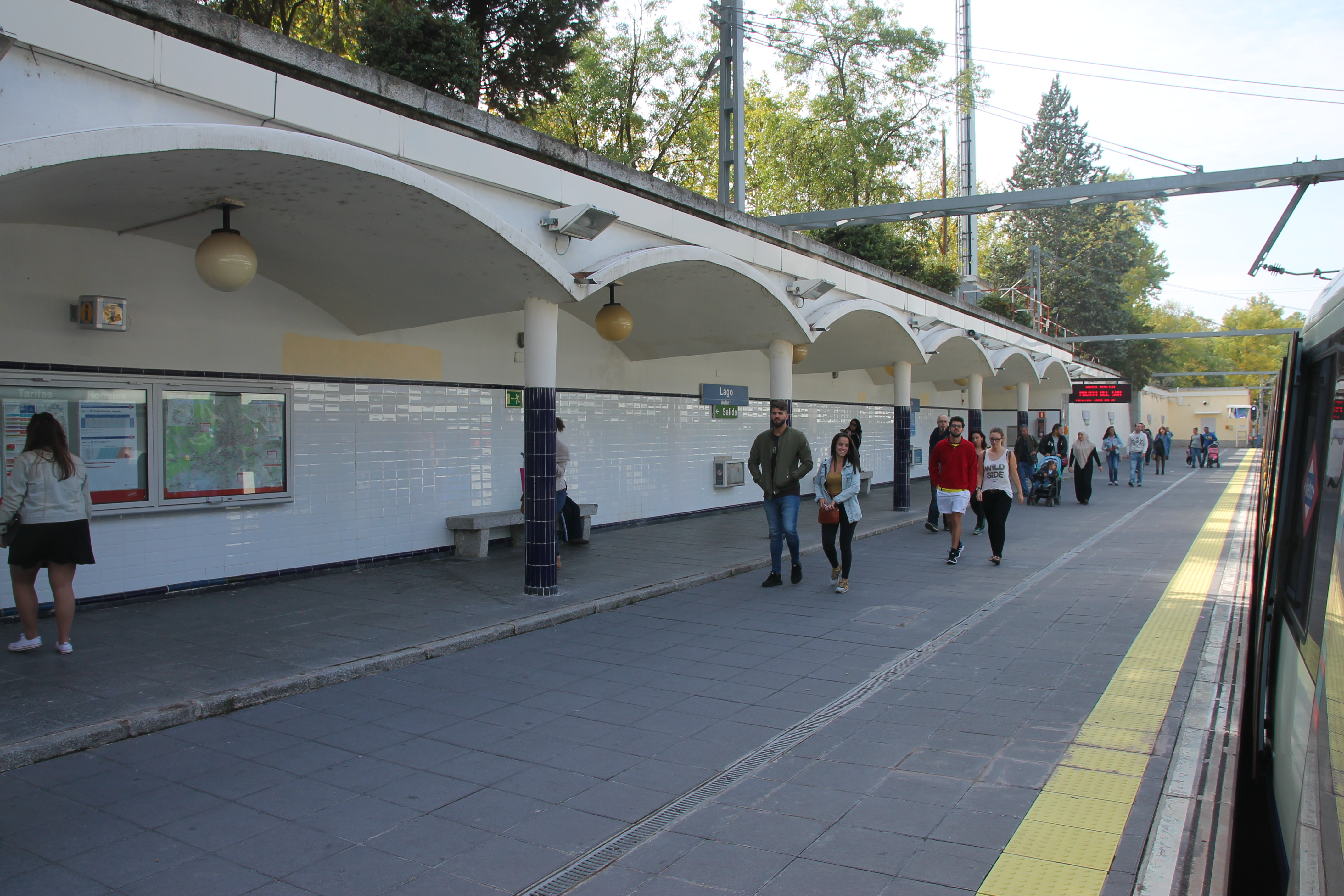
Nástupiště stanice
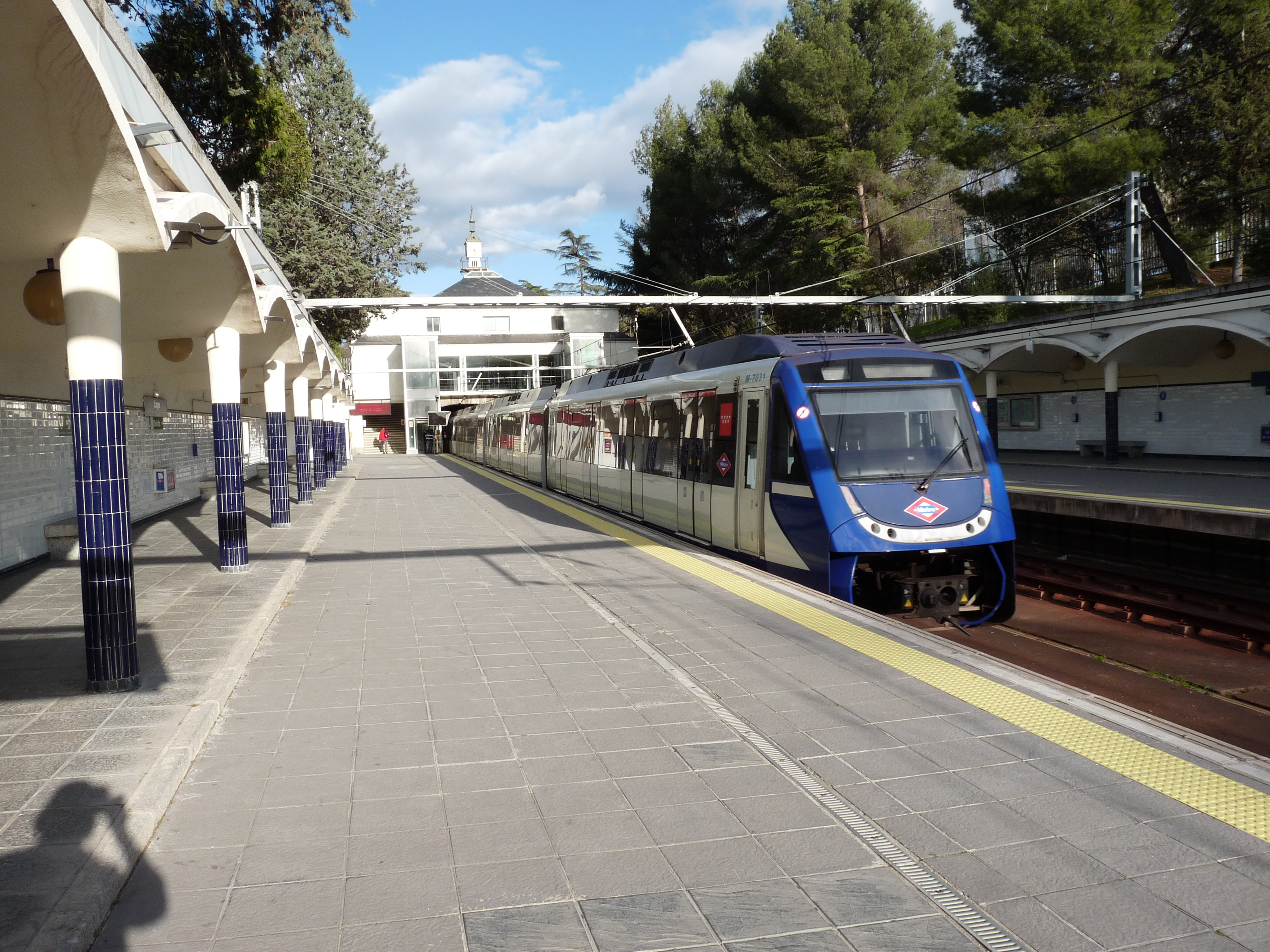
Vlak řady 7000 ve stanici
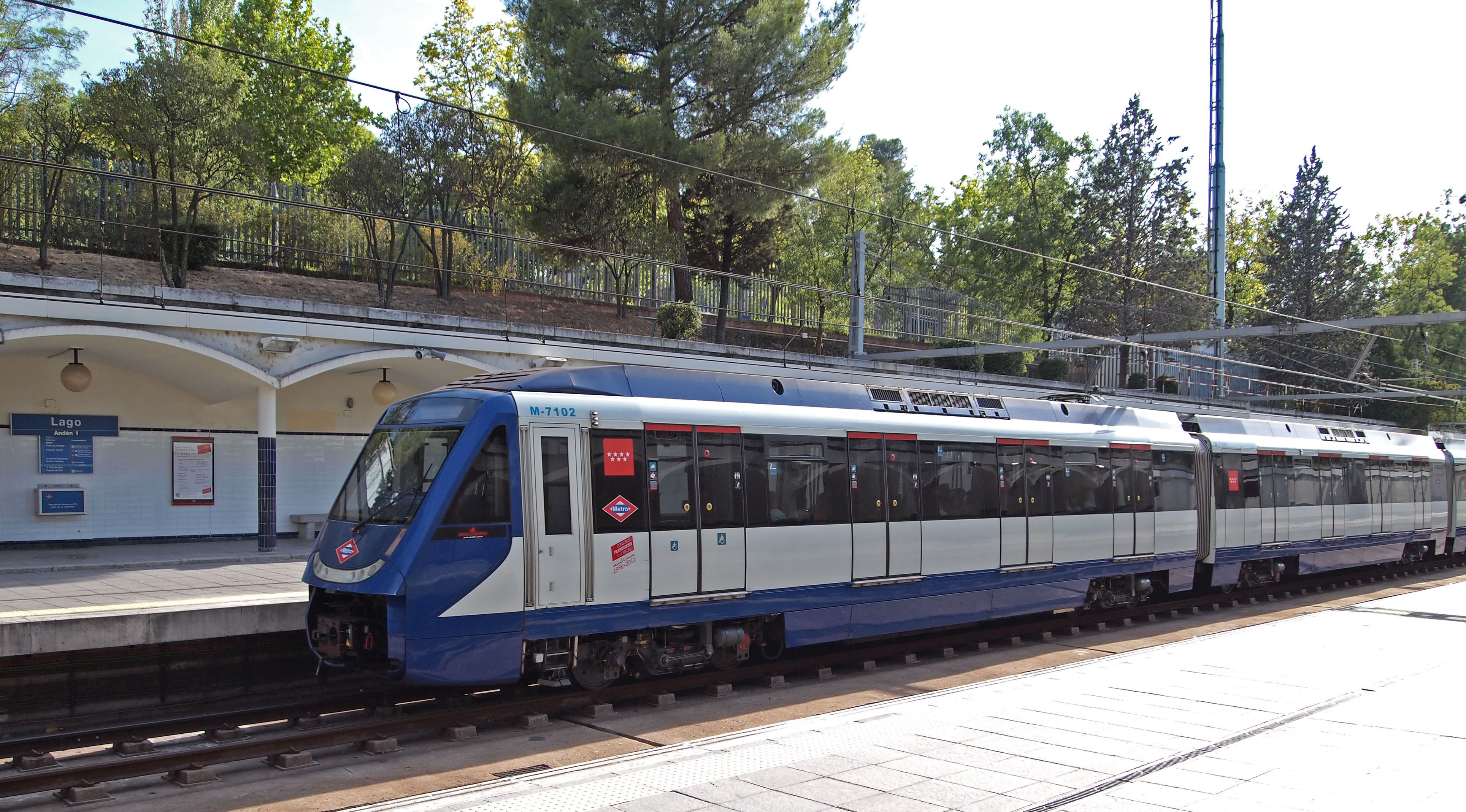
Vlak řady 7000 ve stanici
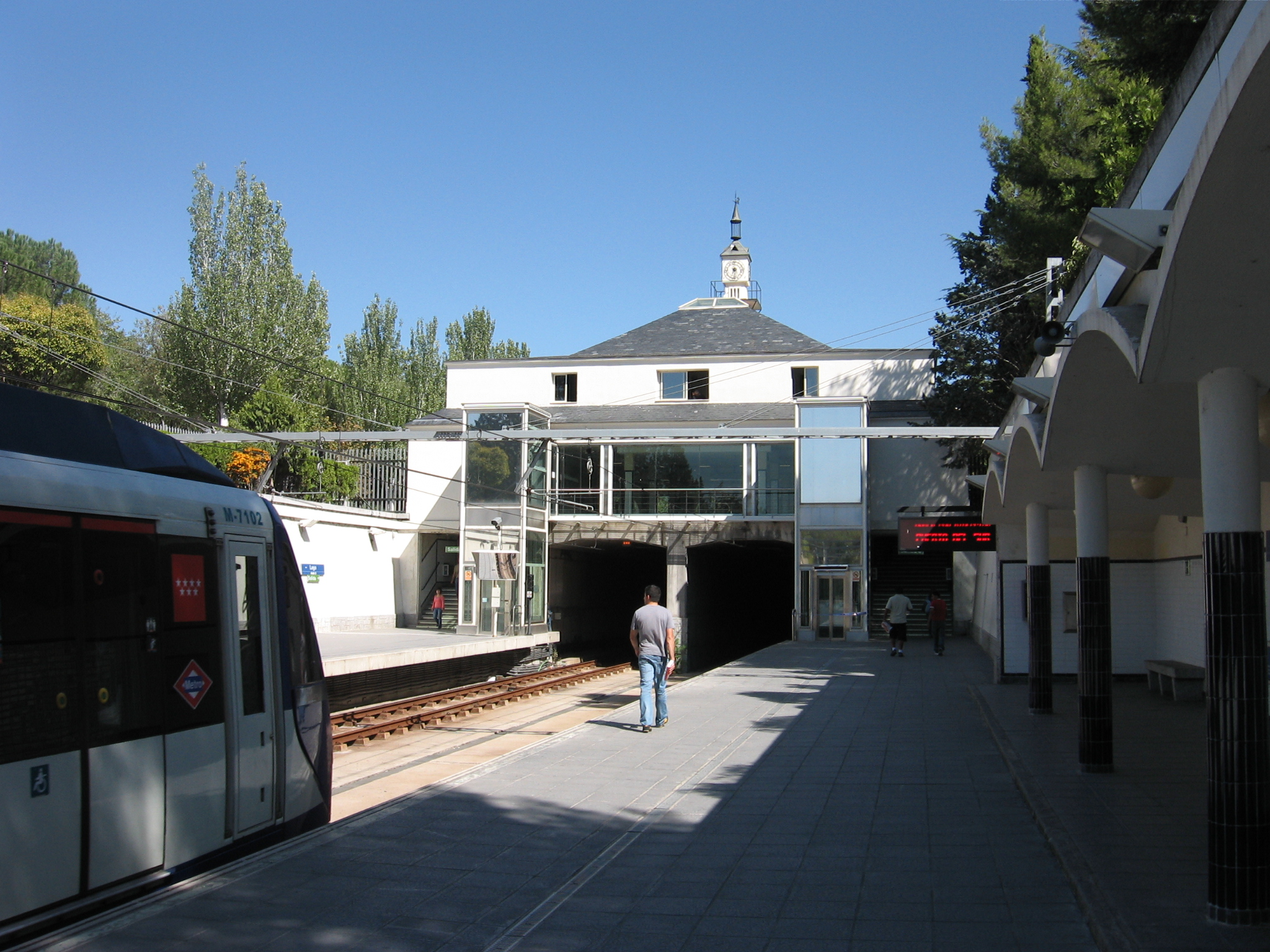
Nástupiště stanice
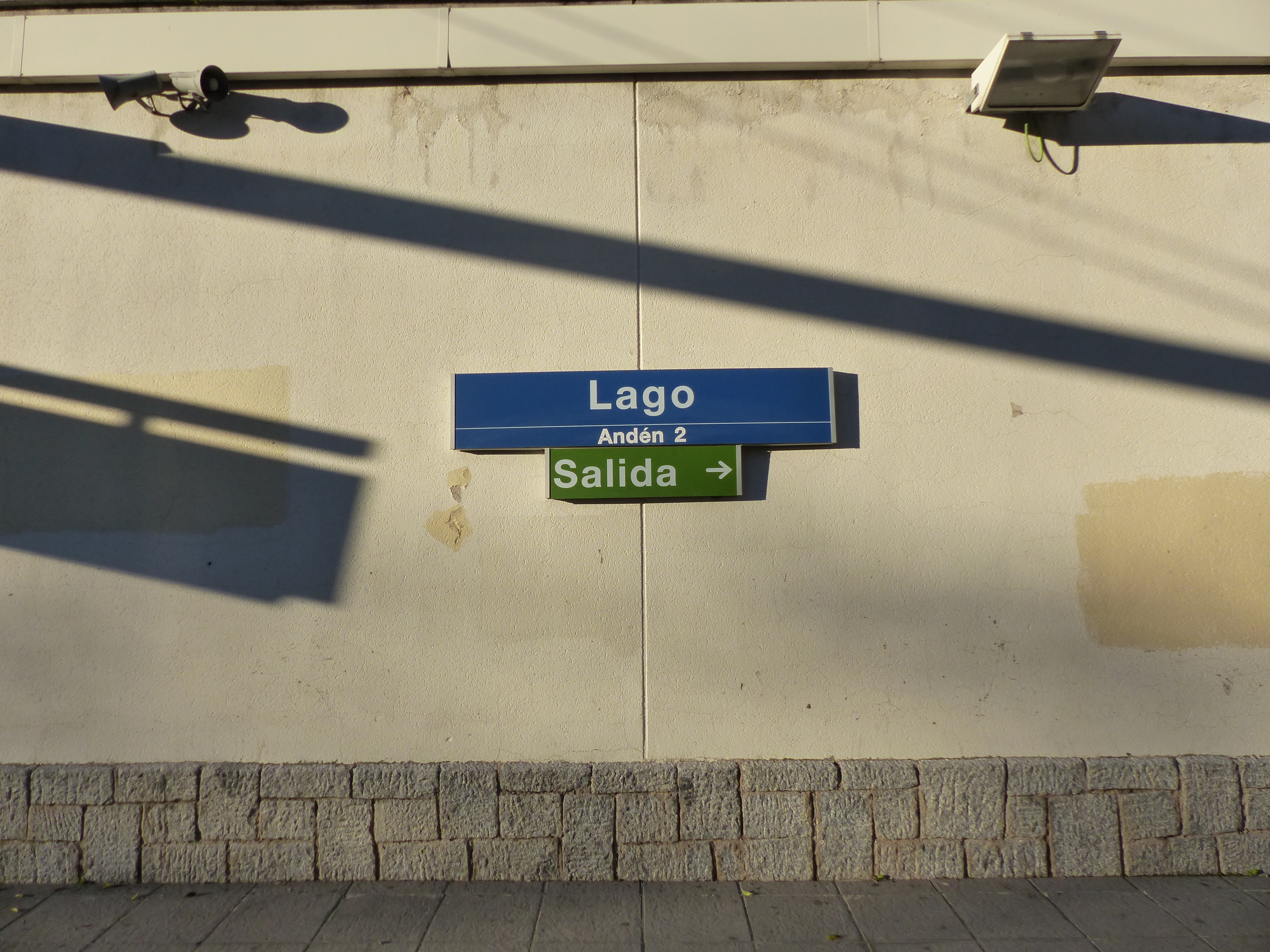
Popis stanice
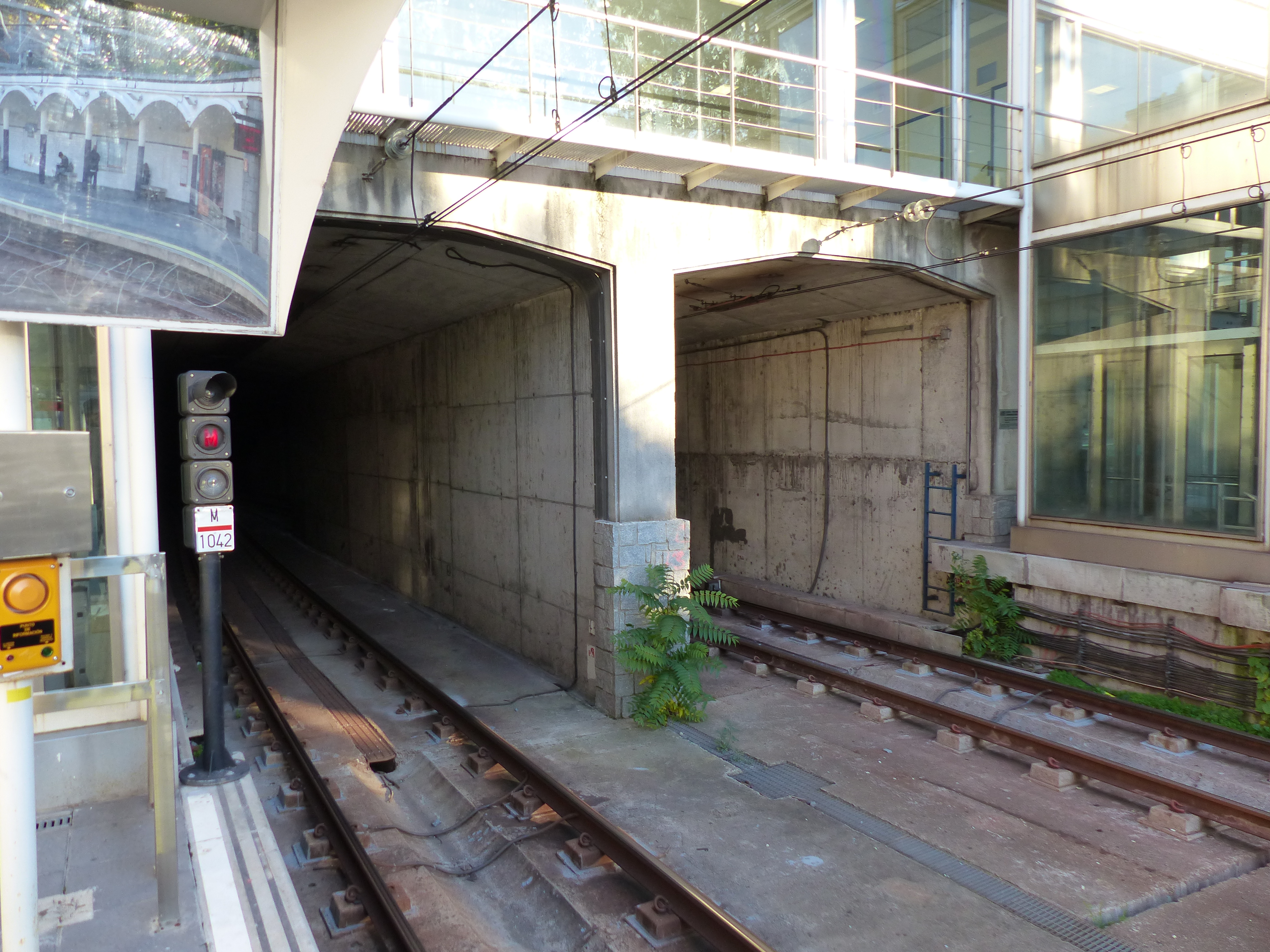
Vjezd do tunelu směrem do stanice Príncipe Pío
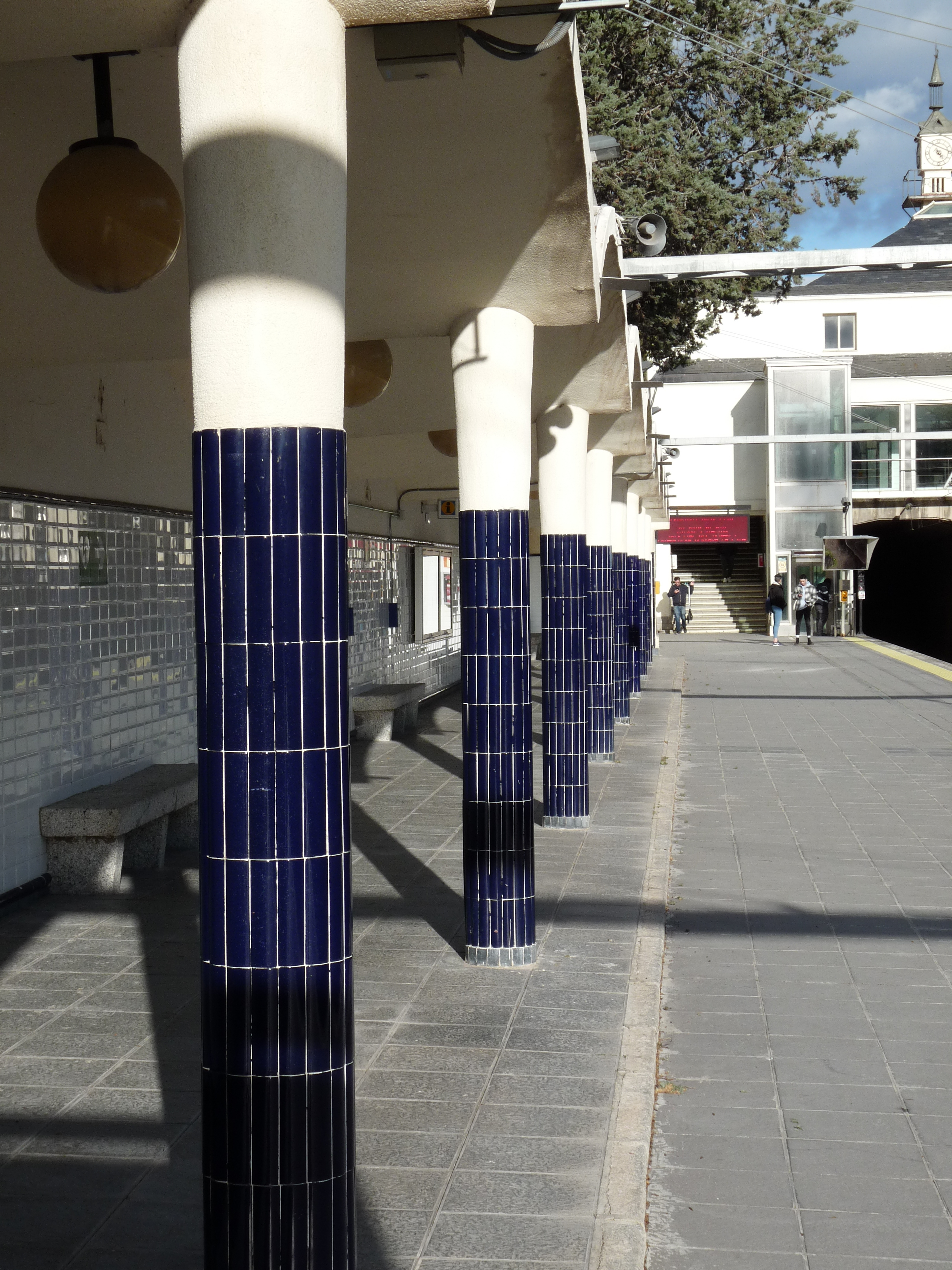
Detail sloupů ve stanici